# Obelix

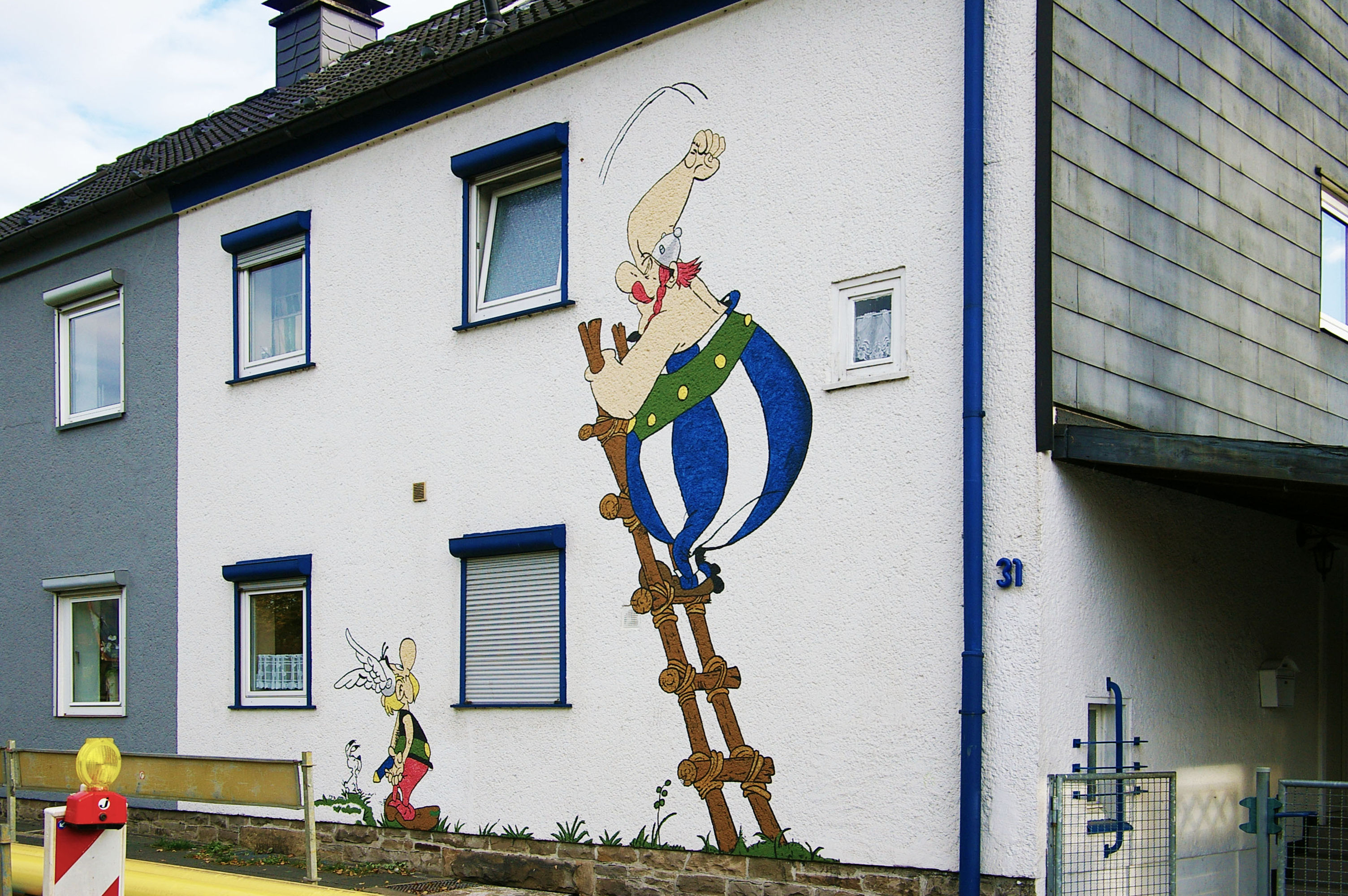
Obelix, Asterix és Idefix egy ház homlokzatán Németországban

Obelix (eredetileg, franciául Obélix) kitalált szereplő az egyik főszereplő az Asterix képregényekben. Nagydarab, bivalyerős, de nem túl fényes elméjű, így a képregényekben Asterix méltó párja, a történet szerint barátja. Van egy okos, fehér kiskutyája, aki a különféle magyar változatokban az Idefix, Mirnixdirnix vagy Bokafix nevet viselte (az eredetiben Idéfix).

## Karaktere
Eltérően más galloktól a faluban, Obelixnek nem kell innia a druida varázsitalából, hogy emberfeletti erőre tegyen szert, mert csecsemő korában belepottyant a varázsitalos üstbe, ami az ő számára örök életére biztosította a hatást. A történet vigyáz a következetességre (és a titokzatosságra): Obelix esete mégsem csábítja a gallokat arra, hogy a csecsemőket megmerítsék a varázsitalban. Miközben Panoramix/Magicoturmix/Csodaturmix többször is elmondja, hogy „veszélyes mellékhatásokkal” járna, ha Obelix inna a varázsitalból, sohasem közli, mi történne ebben az esetben.
- Az Asterix és Kleopátra epizódban Obelix három cseppet iszik az italból, miután fogságba esik egy egyiptomi piramisban; de nincs hatás.
- Az Asterix és Obelix a tengeren epizódban Obelix ideiglenesen gránitkővé válik, miután kiiszik egy egész üstnyi varázsitalt. Később kiderül, hogy ugyanez történik mindenkivel, aki egyszerre túl sok varázsitalt iszik.

Obelix étvágya óriási, kedvenc étele a vaddisznósült. Asterix-szel együtt vadásznak vaddisznókra. Ha alkoholt fogyaszt, nagyon könnyen lerészegedik. Obelix jószívű, de nem túl éleseszű szereplő, és a fontos döntéseket általában Asterixre hagyja. Ha kövérnek nevezik, gyorsan haragra gerjed. Kedvenc időtöltése az evés mellett a rómaiak, kalózok és más ellenséges elemek eltángálása.

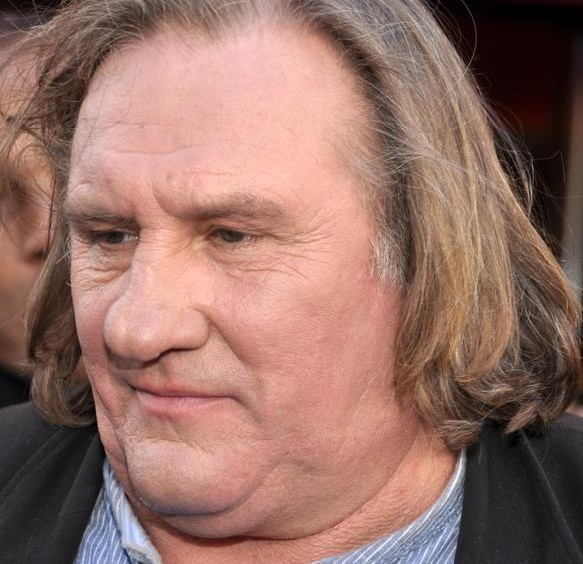
Depardieu

Obelix neve összecseng az obeliszk szóval, ami arra a szokására utal, hogy időnként nehéz kőemlékműveket (vagy menhireket) cipel magával. A név magyarázata szintén utal az obelus (obèle) tipográfiai jelre, ami szintén párba állítja Asterix-szel (az ő neve is egy tipográfiai jel elferdítése).
Jellemző mondása: „Dilisek ezek a rómaiak” (franciául: „Ils sont fous ces romains”).
Filmbeli emlékezetes megszemélyesítője az 1-4. élőszereplős filmben Gérard Depardieu volt.